# Retablo de San Lucas

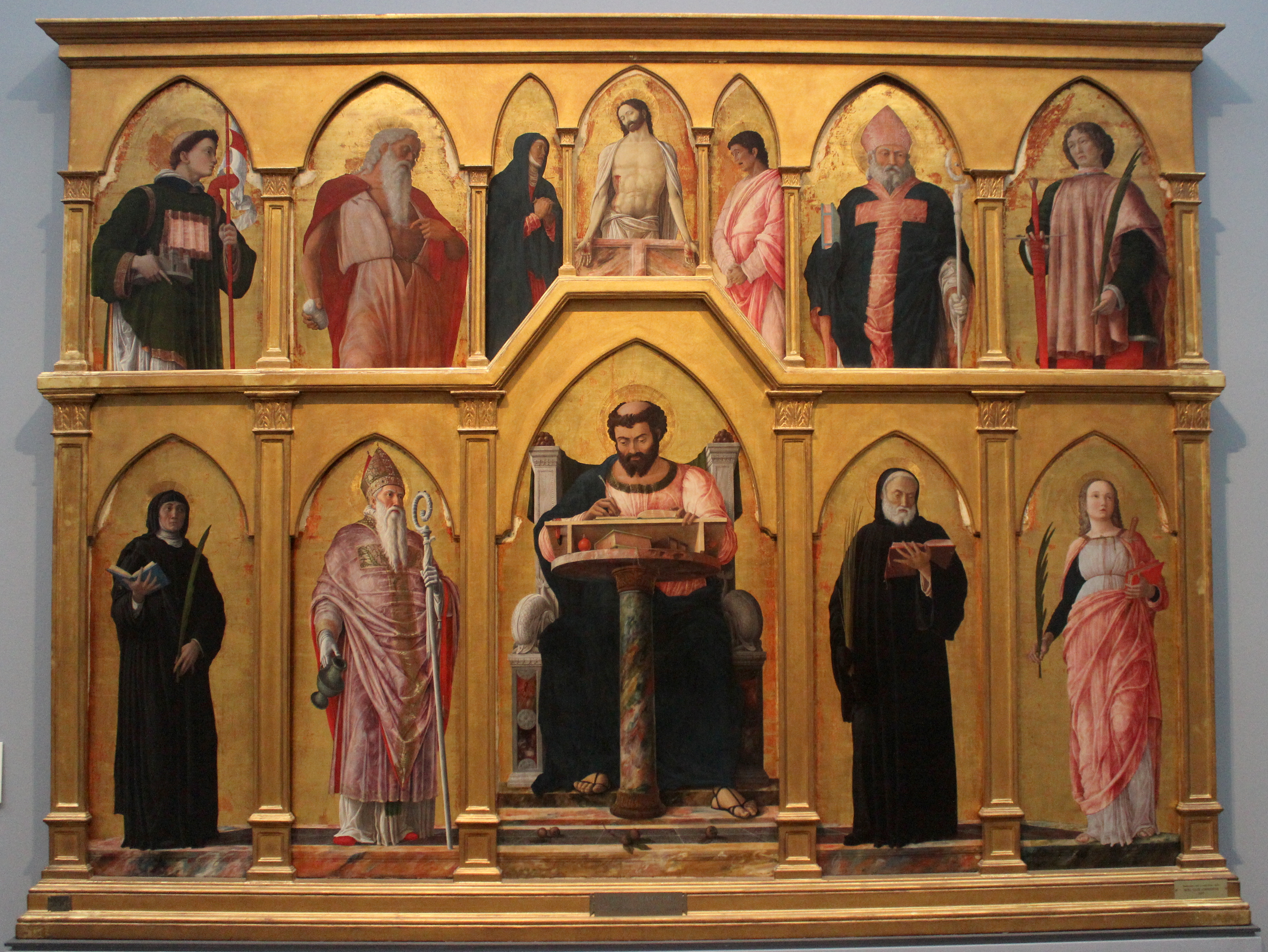
Políptico de San Lucas, pinacoteca de Brera, Milán.

El Retablo de San Lucas, también conocido como Políptico de San Lucas, es un políptico pintado sobre tabla por el pintor del Renacimiento italiano Andrea Mantegna. El retablo presenta doce figuras cada cual bajo su propio arco y nicho. Las siete figuras de la fila superior tienen como centro a Jesucristo muerto. Las cinco inferiores flanquean a San Lucas.

## Historia
Al mismo tiempo que trabajaba en los frescos de la capilla Ovetari, Mantegna aceptó otros encargos. El 10 de agosto de 1453, firmó un contrato para pintar este trabajo para la iglesia del monasterio benedictino de Santa Justina en Padua. A cambio de 50 ducados, Mantegna accedió a completar el trabajo, proporcionando las pinturas para las figuras y el azzurro Todesco (un pigmento azul derivado del cobre) para incrustarlas. El trabajo estuvo completado a finales del mismo año o inicios del siguiente. El políptico se conserva en la Pinacoteca de Brera, Milán.

## Análisis
El monasterio comitente proporcionó el tema y el retablo, un modelo típico gótico, dividido en calles y cuerpos bajo arcos apuntados simulados cada cual acorde al tamaño jerárquico de la figura, sobre fondo dorado, símbolo de eternidad y santidad. Sin embargo, el artista, entonces de veintitrés años, logró adaptar su estilo ya característico de figuras monumentales, volumétricas y pétreas, inspiradas en las esculturas grecorromanas, y para sugerir distancia, pintó los paneles inferiores más grandes y con las figuras de cuerpo entero, y los superiores más pequeños y con las figuras de medio cuerpo. Probablemente, lo concibió como una casa o logia, donde los santos se asoman en una sacra conversazione.
Arriba, San Daniel de Padua y San Jerónimo penitente, a la izquierda, y San Agustín y San Sebastián, con palma y espada, a la derecha, flanquean la figura central de Jesucristo alzado sobre el sepulcro de mármol veteado, mostrando las heridas en las manos, el lanzazo en el costado, es góticamente alargado pero ya muestra el estilo mantegna en una inusual anatomía marcada, clasicista; a los lados, cada uno en su panel, María y Juan que le observan con tristeza.
Debajo del trío, en la parte central inferior más grande, la gran figura monumental de San Lucas escribiendo en su escritorio. A la izquierda, Santa Escolástica y San Prosdócimo, a la derecha, San Benito y Santa Justina de Padua. San Benito y su hermana Escolástica son los fundadores de la Orden Benedictina, Santa Justina, una virgen y mártir del siglo IV, aunque la leyenda medieval la situaba en el I, era la patrona de Padua y de la iglesia donde se instaló el retablo, donde se guardaban sus reliquias y las de San Lucas, San Prosdócimo, y varios otros.
El marco original con la firma del artista se quemó en un incendio en el siglo XVII.